# Rosselló
Pour les articles homonymes, voir Rosselló (homonymie).
Rosselló est une commune de la province de Lérida, en Catalogne, en Espagne, de la comarque de Segrià.

## Démographie
Rosselló est la 8ème commune la plus peuplée de la comarque de Segrià.
| 1497 f | 1515 f | 1553 f | 1717 | 1787 | 1857 | 1877 | 1887 | 1900 | 1910 |
| ------ | ------ | ------ | ---- | ---- | ---- | ---- | ---- | ---- | ---- |
| 15     | 21     | 33     | 39   | 390  | 689  | 818  | 687  | 670  | 705  |

| 1920 | 1930  | 1940 | 1950  | 1960  | 1970  | 1981  | 1990  | 1992  | 1994  |
| ---- | ----- | ---- | ----- | ----- | ----- | ----- | ----- | ----- | ----- |
| 930  | 1.005 | 962  | 1.038 | 1.201 | 1.385 | 1.524 | 1.595 | 1.624 | 1.624 |

| 1996  | 1998  | 2000  | 2002  | 2004  | 2006  | 2008  | 2010  | 2012  | 2014  |
| ----- | ----- | ----- | ----- | ----- | ----- | ----- | ----- | ----- | ----- |
| 1.733 | 1.784 | 1.852 | 1.972 | 2.086 | 2.478 | 2.752 | 2.950 | 3.103 | 3.021 |

| 2016  | 2018  | 2020  | 2022 | 2024 | 2026 | 2028 | 2030 | 2032 | 2034 |
| ----- | ----- | ----- | ---- | ---- | ---- | ---- | ---- | ---- | ---- |
| 3.029 | 3.130 | 3.237 | -    | -    | -    | -    | -    | -    | -    |

## Économie
Une usine de papier appartenant à ALIER est situé à proximité de la ville. La ville est entourée de champs.

## Lieux et monuments
Église Saint Pierre, église dont le clocher s'est effondré en 2016

## Éducation
Rosselló possède une école et une crèche